# United States Penitentiary Lee

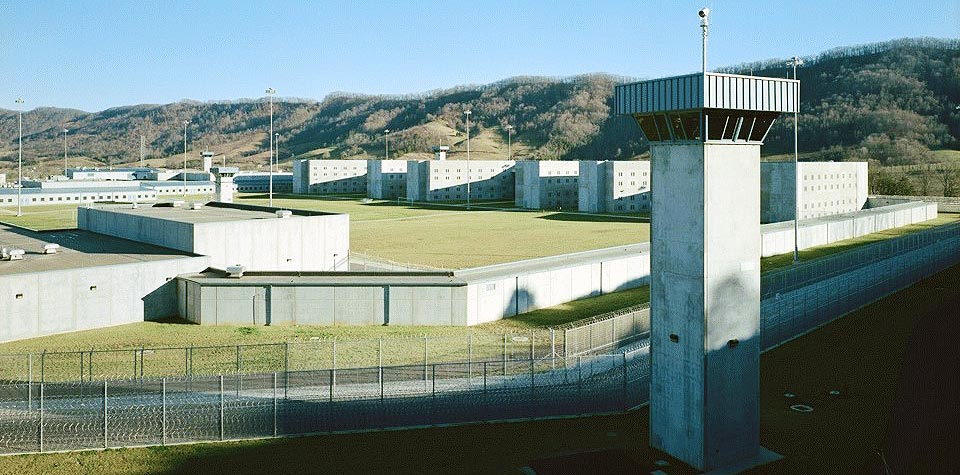
Das Hochsicherheitsgefängnis USP Lee im US-Bundesstaat Virginia

Das United States Penitentiary Lee, kurz USP Lee, ist ein US-amerikanisches Bundesgefängnis. Das Hochsicherheitsgefängnis befindet sich in der Nähe der Kleinstadt Pennington Gap, im Lee County, Virginia.
Im Jahr 2022 wurde die Anzahl der Häftlinge mit 1255 angegeben. Zum gleichen Zeitpunkt waren, bei niedriger Sicherheitsstufe, 74 Personen im Außenlager inhaftiert, welches Platz für bis zu 120 Straffällige bietet.
Das USP Lee hat keinen Todestrakt mehr und wird auch in Zukunft keine Hinrichtungen durchführen, da unter Gouverneur Ralph Northam 2021 die Todesstrafe in Virginia abgeschafft wurde.
Die nächstgelegenen größeren Städte sind das 66 km entfernte Kingsport und das 165 km entfernte Knoxville, die beide im Bundesstaat Tennessee liegen.

## Allgemeines und Konzeption

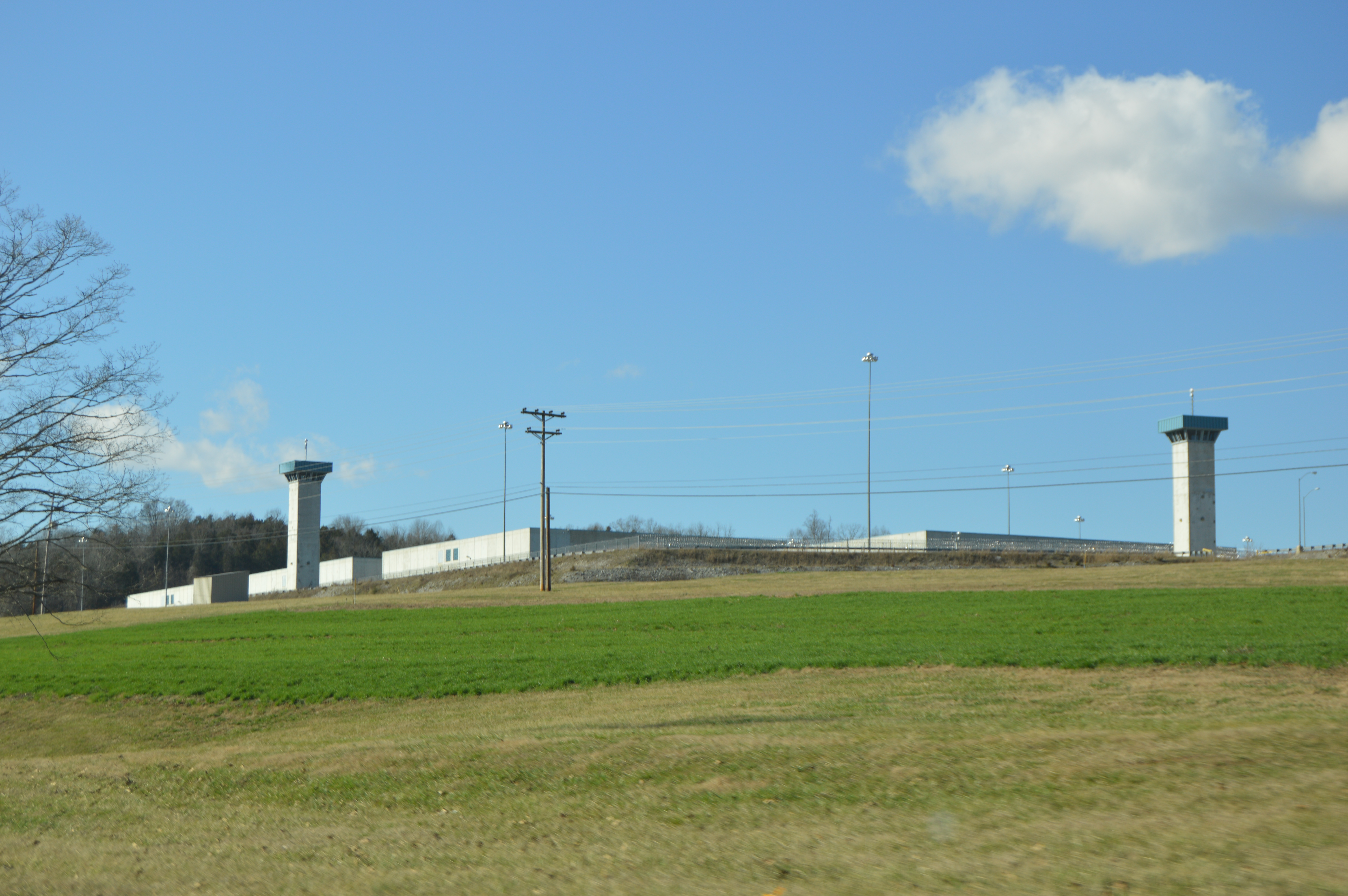
Blick auf die Mauern von USP Lee aus südöstlicher Richtung

Als Bundesgefängnis wird es vom Federal Bureau of Prisons verwaltet, welches dem Justizministerium der Vereinigten Staaten untersteht.
Dort gehört es mit 17 weiteren Haftanstalten zum Verwaltungsbereich „Mid-Atlantic Region“, der sich von Washington D. C. bis nach Nashville erstreckt und außer Virginia und West Virginia auch Gefängnisse der Bundesstaaten Maryland, North Carolina, Kentucky und Tennessee einschließt.
Mit dem Bau der Haftanstalt, die aus insgesamt 20 Gebäuden besteht, wurde 1998 begonnen. Während des Baus wurden Archäologen hinzugezogen, da Artefakte der indigenen Ureinwohner gefunden worden waren. Es handelte sich unter anderem um Pfeilspitzen und Töpferwaren, deren Alter auf bis zu 10.000 Jahre datiert wurde. Im Jahr 2001 wurde der Bau fertig gestellt und nahm 2002 die ersten Häftlinge auf. Das Gefängnis hat unterschiedliche Sicherheitsbereiche bis hin zur höchsten Hochsicherheitsstufe. Die Mauern sind mit insgesamt sieben Wachtürmen ausgestattet.
Die durchschnittliche Haftstrafe wurde (2018) mit 199 Monaten angegeben, was etwas mehr als 16,5 Jahren entspricht. Der 2021 veröffentlichte PREA-Report gab die durchschnittliche Haftstrafe mit 172 Monaten (also 14,3 Jahren) an. Die Überbelegung ist rückläufig, im Jahr 2015 waren noch 1422 Menschen in dem für 1088 Gefangene ausgelegten Bau inhaftiert, im Jahr 2022 waren es nur noch 1257, womit die Kapazität noch immer um 169 Personen überschritten wurde.

## Bildungsangebote und Service
Die Bibliothek bietet vor Ort Zugang zu juristischer Fachliteratur (über TRULINCS Electronic Law Library) sowie eine Auswahl von Büchern und Zeitschriften, die entliehen werden dürfen.
Im USP Lee werden unter anderem folgende Kurse angeboten:
- Englisch als Zweitsprache (unterschiedliche Niveaus)
- Angebote zum Drogenentzug
- Kurse zu Elternschaft und Erziehung (Parenting)
- Vorbereitung auf die Entlassung
- Berufliche Weiterbildung
  - Klimatechniker
  - Tätigkeiten aus dem Bereich der Bauausführung

Im Außenlagen wird auch berufliche Ausbildung im Bereich Garten- und Landschaftsbau angeboten.
Für Individual- und Teamsport (wie beispielsweise Basketball, Fußball, Volleyball) gibt es Außenanlagen sowie eine Turnhalle. Ein Teil der Insassen hat darüber hinaus Zugang zu einem Fitnessraum, zwei Musikzimmern und einem Handwerksraum. Ergotherapeutische Angebote schließen künstlerische Tätigkeiten (wie Malen und Zeichnen) und handwerkliche Arbeiten (u. a. mit Leder) mit ein.
Neben medizinischer Grundversorgung und forensischen, ärztlichen Untersuchungen bietet das USP Lee auch psychologische Unterstützung an.

## Besondere Zwischenfälle, Gewalt und Gewaltprävention
Edward Porta, ein Betrüger, der das Landwirtschaftsministerium der Vereinigten Staaten um mehr als 400.000 US-Dollar gebracht hatte, gelang 2008 die unbemerkte Flucht aus dem Außenlager. Erst acht Jahre später wurde er 2016 gestellt, nachdem seine Flucht in der Fernsehshow America’s Most Wanted thematisiert worden war. Nach seiner Festnahme kam Porta für 18 zusätzliche Monate in Haft.

### Tödliche Auseinandersetzungen
Es gab mehrfach gewalttätige Auseinandersetzungen, die unter den Gefangenen zu Todesfällen führten. Im September 2008 wurde der Häftling Quinten Corniel bei einer Auseinandersetzung von Mitgefangenen getötet.
Ernest Bennett kam im Januar 2010, ebenfalls bei einer Auseinandersetzung mit Mitgefangenen, ums Leben.
Nur wenige Monate später mussten die lebenserhaltenden Maßnahmen für den 23-jährigen Häftling Filikisi Hafoka, am 29. April 2010, beendet werden. Zwei Wochen zuvor waren Gangrivalitäten zu einer Messerstecherei eskaliert, an denen Hafoka, als Mitglied der Tongan Crip Gang, beteiligt gewesen war.

### Prävention sexueller Gewalt
Um der Vergewaltigung von Strafgefangenen innerhalb der Gefängnispopulation im USP Lee entgegenzuwirken, wurden diverse Maßnahmen im Rahmen des Prison Rape Elimination Act (PREA) umgesetzt. Im Jahr 2021 wurde diesbezüglich ein Bericht zur Situation angefertigt und veröffentlicht. Das verantwortliche Federal Bureau of Prisons zeigte sich mit der Ausbildung der Mitarbeiter sowie ihrer Anzahl (417, mit Kontakt zu den Gefangenen) zufrieden. Zur Prävention von sexueller Gewalt kamen unter anderem folgende Maßnahmen zum Einsatz: Aufklärung der Insassen, Weiterbildung des Personals, Videoüberwachung, Einzelduschen, Durchsuchung der Zellen auf Waffen und unangekündigte Kontrollgänge.

## Bekannte Insassen
| Name                            | Register-Nummer | Status | Details |
| ------------------------------- | --------------- | --- | --- |
| Brian Patrick Regan (* 1962)    | 41051-083       | Verbüßt eine lebenslange Freiheitsstrafe. Mittlerweile in die Federal Correctional Institution Hazelton verlegt | Der ehemalige Mitarbeiter der United States Air Force wurde 2001 für Spionagetätigkeit verhaftet. Er soll sowohl Saddam Hussein als auch chinesischen Verhandlungspartnern vertrauliche Dokumente über amerikanische Waffensysteme zum Kauf angeboten haben. Der Deal scheiterte sowohl an schwachen Verschlüsselungsverfahren als auch an den auffällig vielen Rechtschreibfehlern Regans. Im Rahmen des Espionage Acts wäre auch ein Todesurteil möglich gewesen. |
| Dandeny Muñoz Mosquera (* 1965) | 37459-053       | 1994 zu 10 lebenslänglichen Haftstrafen plus 45 zusätzlichen Jahren verurteilt                                  | Der auch „La Quica“ genannte Mosquera war ein Drogenhändler und Auftragsmörder des Medellín-Kartells und der ehemalige Hauptvollstrecker von Pablo Escobar. Er wurde am 19. Dezember 1994 vom Bundesbezirksgericht in Brooklyn zu zehn lebenslangen Haftstrafen plus 45 zusätzlichen Jahren verurteilt. Einer der Hauptanklagepunkte war die Ermordung von zwei US-Bürgern an Bord eines Verkehrsflugzeugs.                                                         |
| Charles Taylor junior (* 1977)  | 76556-004       | Verbüßt seit 2009 eine Freiheitsstrafe von 97 Jahren.                                                           | Der Sohn des ehemaligen liberianischen Warlords und Staatspräsidenten, Charles Taylor, ist amerikanischer Staatsbürger mit dem bürgerlichen Namen Roy McArthur Belfast. Er wurde 2009 wegen einer Reihe schwerer Menschenrechtsvergehen und Folterungen verurteilt, die er während des Bürgerkrieges in Liberia begangen hatte. |